# Далтон, Рэй
Рэй Далтон (англ. Ray Dalton, род. 10 мая 1990 года, Сиэтл, Вашингтон, США) — американский певец и автор песен из города Сиэтл, штат Вашингтон. Долтон начал свою карьеру как госпел- и R&B-исполнитель. Большую популярность Далтон приобрёл после выпуска сингла «Can’t Hold Us», написанной совместно с американским рэпером Macklemore. В апреле 2013 года песня получила платиновый статус в США, выиграла премию MTV Video Music Awards по двум номинациям. В мае и июне 2013 года сингл возглавлял общенациональный хит-парад США Billboard Hot 100.

## Биография
Рэй Далтон родился 10 мая 1990 года в Сиэтле в семье мексиканки и афроамериканца. Пением начал заниматься с шести лет, вступив в детский хор по совету своего учителя по музыке. С детства был поклонником группы Fleetwood Mac. Как он признался в интервью MTV News, в школьные годы он много слушал песни Мисси Эллиотт, Эми Уайнхаус и Канье Уэста, что, в свою очередь, повлияло на его музыкальные приоритеты.
Помимо музыки, Далтон увлекается теннисом и работал инструктором по теннису. После релиза сингла «Can’t Hold Us» Далтон отказался от своей работы инструктором, чтобы плотно заняться музыкальной карьерой.
Исполнительские качества Далтона привлекли внимание продюсера Райана Льюиса, после чего Льюис связался с Далтоном через Facebook для дальнейшего сотрудничества. Вскоре Далтон начал работать в студии с Льюисом и Маклемором. Свой первый совместный сингл «Wings» трио выпустило в 2011 году. В июне 2012 года Далтон выпустил свой первый сингл «So Emotional», на который также был сделан ремикс Райаном Льюисом. Далтон также заявил о том, что работал над своим собственным проектом, который называется «The Dalton Show».
В начале 2013 года Далтон, Льюис и Маклемор написали сингл «Can’t Hold Us» за один день. Далтон снял кадры для клипа в марте 2013 года во время гастролей по Новой Зеландии.

## Дискография

### Синглы

#### Как самостоятельный исполнитель
| Год  | Название       | Альбом |
| ---- | -------------- | ------ |
| 2012 | "So Emotional" | н/д    |

#### Совместно с другими исполнителями
| 2010                                                                                | "Kingdom Come" (совместно с Дино Джамз)                  | — | —  | —  | —  | — | — | — | —  | —  | — | —  | Dyno Jamz               |
| 2011                                                                                | "Whisper" (совместно с Камилой Реккио)                   | — | —  | —  | —  | — | — | — | —  | —  | — | —  | н/д                     |
| 2012                                                                                | "Need Your Love" (совместно с Сол)                       | — | —  | —  | —  | — | — | — | —  | —  | — | —  | н/д                     |
| 2013                                                                                | "Can't Hold Us" (совместно с Macklemore и Райаном Льюис) | 1 | 1  | 2  | 2  | 4 | 3 | 4 | 4  | 1  | 4 | 3  | The Heist               |
| 2014                                                                                | "Visceral" (совместно с Джоном Марком Макмиллиан)        | — | —  | —  | —  | — | — | — | —  | —  | — | —  | The Borderland Sessions |
| 2015                                                                                | "Don't Worry" (совместно с Madcon)                       | — | 82 | 25 | 52 | 5 | 2 | 4 | 28 | 14 | 8 | 54 | TBA                     |
| "—" означает, что данный релиз не попал в чарт или не выпущен на территории страны. |                                                          |   |    |    |    |   |   |   |    |    |   |    |                         |